# Три источника (альбом)
«Три источника» — двенадцатый студийный альбом российской рок-группы «Крематорий». Записан в 1998—1999 годах, выпущен в 2000 году. Последний номерной альбом, записанный группой в «золотом» составе, с гитаристом Андреем Мурашовым.

## Об альбоме
В 1998 году группа получила собственную студию звукозаписи, расположенную на севере Москвы в двухэтажном здании. На ней и началась запись альбома. Первыми были записаны песни «Звероящер» и «Катманду», впервые вышедшие в том же году на третьей части сборника «Трилогия» (1993-98) в первоначальных версиях, отличающихся от окончательных альбомных.
По словам Армена Григоряна, в альбоме отсутствует концептуальность, за исключением звуковой. Работа над альбомом занимала много времени по причине желания коллектива уйти от штампов и сделать его новым по звучанию, отличным от предыдущих. Альбом стал рекордным не только по времени записи, но и по количеству приглашённых музыкантов — их было 19 (см. раздел «Участники записи»). Григорян объяснил этот шаг стремлением разнообразить привычное звучание группы, в частности, соло-гитары: Андрей Мурашов все 10 лет пребывания в составе играл на гитаре одной марки, что делало её звучание однообразным. Благодаря участию гостей, а также Сергею Ильинову, отвечавшему за сведение и мастеринг и дополнившему студию педалями эффектов и эмуляторами, удалось добиться желаемого результата. При этом Армен оценил работу Андрея как саунд-продюсера, отметив:

Благодаря нашему гитаристу Андрею Мурашову есть новое понимание самого звука. Мы впервые применили не массовый подход, а личный подход одного музыканта. В этом плане, я считаю, что мы выиграли, потому что взгляд одного человека — это взгляд личности. И то, что в результате вышло из написанных мною песен, — это, возможно, даже не то, что я себе представлял. Тут есть смешение массы стилей в одну концепцию, которая получилась благодаря Андрею, который выстроил этот звук.— интервью А. Григоряна порталу Звуки.ру
Название альбома имеет явную перекличку со статьёй В. И. Ленина «Три источника и три составных части марксизма», что было подмечено Григоряном перед презентацией альбома, по интересному совпадению, прошедшей 22 апреля (в день рождения Ленина).

З. Р.: Дата специально выбиралась, или это случайно совпало?
А. Г.: В принципе, случайно, но я тут же ухватился за это число, потому что «Три источника» — альбом достаточно ироничный и многие это могут трактовать как «Три источника и три составные части марксизма». В данном случае день рождения очень кстати, и не имело смысла искать другие даты. […] В одной из песен есть такой припев: «три источника творчества» и перечисляется: «тунеядство, пьянство, б…ство», такой честный рок-н-ролльный ответ. Естественно, я повторюсь, что альбом весь пронизан иронией, и у творчества есть только один источник — это любовь.— интервью А. Григоряна порталу Звуки.ру
В пресс-релизе, в свою очередь, говорится: «Название — „Три источника“ — взято из Апокалипсиса, из главы о трёх духах, призванных свершить великую битву при Армагеддоне». Там же приводятся слова Армена Григоряна: «Нам хотелось поговорить о серьёзном и вечном простым человеческим языком, не забывая о спасительной иронии и самоиронии. А эпиграфом к альбому я поставил бы цитату из песни „Звероящер“: это „наблюдения за людьми и за животными, и за теми, кто между ними“…». В 2001 году в интервью минской «Музыкальной газете» Григорян заявил, что альбом был так назван потому, что разные песни были написаны в разное время.
Песни «Геенна Огненная», «Три источника», «Зебры», «Катманду», «Африканка» и «Звероящер» стали хитами, по сей день входящими в концертный репертуар группы. Песня «Катманду» также вошла в официальный саундтрек фильма Алексея Балабанова «Брат 2».
На песни «Убежище», «Катманду» и «2001 год» (ремейк песни из «Гигантомании», вошедший в альбом бонусом) были сняты видеоклипы.

## Издания
Альбом был выпущен 1 марта 2000 года на лейбле «REAL Records» в двух вариантах — «коробочном» (содержащим 16-страничный буклет с текстами песен) и упрощённом.
В январе 2024 года фирма «Maschina Records» впервые издала альбом на виниле в двух цветовых вариантах — чёрном и красном.

## Список композиций
Автор текстов и музыки — Армен Григорян, кроме указанных особо.
1. Геенна Огненная (музыка — А. Григорян, А. Мурашов)
2. Три источника
3. Убежище
4. Каины-Дизаины
5. Кот (Сублимация)
6. Мсье Серж
7. Лето (музыка и слова — М. Науменко)
8. Зебры
9. Катманду
10. Ева (Герой ежедневной войны)
11. Африканка (Трансконтинентальный sex) (музыка — А. Григорян, А. Мурашов)
12. Звероящер
13. Римский блюз
14. 2001 год (remake) (Bonus track)

## Участники записи
- Армен Григорян — вокал, акустическая гитара (1, 3—5, 7—13), бас-гитара (8, 14), фортепиано (3), бэк-вокал (6)
- Андрей Мурашов — гитара
- Сергей Третьяков — бас-гитара (1—7, 9—14), бэк-вокал (3, 6)
- Вячеслав Бухаров — скрипка (1, 3—5, 7—10), клавишные (1, 3, 11, 12, 14), фортепиано (2, 6), бэк-вокал (3)
- Андрей Сараев — ударные (1—6, 8—13), бэк-вокал (3)

### Приглашённые участники записи
- Борис Кутневич — труба (2)
- Дмитрий Грудинин — кларнет (3)
- Кирилл Немоляев — бэк-вокал (4)
- Екатерина Калашникова, Екатерина Шемякина — бэк-вокал (5, 9, 13)
- Николай Маковский — кларнет (5, 13)
- Олег Пронин — саксофон (5, 13), кларнет (6)
- Сергей «Паук» Троицкий, Сергей Воронов, Сергей Галанин, Сергей Крылов, Сергей «Чиж» Чиграков — вокал (6)
- Сергей Степанов — гитара (6)
- Сергей Манукян — фортепиано (6)
- Mads Michelson — ударные (7, 14)
- Светлана Лазарева — бэк-вокал (8)
- Ольга Дзусова — вокализ (11)
- Волкодав Таффик — гроулинг (12)
- Андрей Молочек — фортепиано (13)
- Виктор Романов — труба (13)

## Критика
Сам Армен Григорян в 2000 году высказался об альбоме: «Мы все довольны этой работой. Нашей задачей было сделать новый альбом хотя бы среднеевропейского или среднеамериканского уровня, не только по игре и по музыке, но и по качеству записи».
Журнал «Ровесник» в рецензии отметил: «…в „Трёх Источниках“ Григорян и его тёпленькая компания подбросили в топку своей славы новеньких хитов. Помимо уже раскрученной „Катманду“ и оказавшейся „к сезону“ песенке пятилетней давности — „2001 год“, остальные номера альбома тоже притягательно хороши».
Свою оценку пластинке дала и газета «Тюменский Курьер»: «Эту группу вообще нельзя назвать жизнерадостной, но пластинка получилась по-африкански знойной и задорной, насколько это возможно в крематории. Этим „героям ежедневной войны“ ничего не надо выдумывать: все тексты взяты прямо из жизни, слегка приукрашены хорошей музыкой, „а кто с нами не согласен, можем дать и по лицу…“».
Музыкальный журнал «Свистопляс» писал: «Единственная уверенная тенденция по отступлению от устоявшегося имиджа проявляется только в том, что музыканты ныне гораздо меньше поют о тлении-гниении — перешли на темы помягче. Выражаясь точнее, прежняя некрофилия постепенно уступает место иным перверсиям — зоофилии („Зебры“), любви к родине („Катманду“). В остальном всё традиционно — лиричные скрипичные мелодии, лёгкая ирония в текстах, посвистывание широкополой шляпы Армена Григоряна».
В 2020 году Александр Морсин в статье интернет-журнала «Нож», посвящённой 60-летию Армена Григоряна и представляющей собой подборку рецензий на самые знаковые (по авторской версии) альбомы «Крематория», оценил «Три источника» следующим образом: «Самый форматный диск, попавший в жёсткую ротацию, саундтрек „Брата 2“ и кассетники дальнобойщиков. По форме ближе к „Коме“, по содержанию — к „Текиловым снам“. В лирику вернулся Эдгар По, опять где-то рядом кларнет и саксофон, по треклисту гуляют гиены, коты, зебры и африканки. […] Если от всего наследия Григоряна в истории останется только басурманский джипси-треш „Катманду“, то следует вспомнить, в какой компании песня появилась на свет. Для ценителей закидонов и охальной петрушки под конец диска припасён „Звероящер“; фанаты Чижа, „Паука“ Троицкого и (!) Сергея Крылова соберутся вокруг постиронии „Мсье Серж“».

## Дополнительные факты
- Альбом записывался в одно время с «Реквиемом для всадника без головы» — сборника раритетных песен, написанных Григоряном в период «Атмосферного давления».
- По признанию Армена Григоряна, изначально планировалось два издания альбома — российское и американское, имеющие отличия в аранжировках[16], но по неизвестным причинам эта задумка не была реализована.
- В песне «Мсье Серж», в которой каждый куплет исполняет музыкант по имени Сергей, изначально было шесть куплетов. Один из них должен был исполнять Сергей Пенкин, но в итоге от него отказались[16].
- Песня «Катманду», помимо «Брата 2», звучит ещё в одном российском фильме — «Родные» (реж. Илья Аксёнов, 2021).